# Luksor

Luksor (arabsko الأقصر al-Uqṣur, egipčanska arabščina Loʔṣor, Sa'idi arabsko Logṣor, koptsko ⲛⲏ) je mesto v zgornjem (južnem) Egiptu in glavno mesto governorata Luksor. Število prebivalcev je 506.588 (ocena leta 2012) , s površino približno 417 kvadratnih kilometrov .
Kot mesto starega egipčanskega mesta Waset, ki ga Grki poznajo kot Thebes, je Luxor pogosto označen kot "največji svetovni muzej na prostem", saj so ruševine tempeljskih kompleksov v Karnaku in Luxorju v sodobnem mestu. Takoj nasproti, čez reko Nil, ležijo spomeniki, templji in grobnice nekropole Zahodnega brega, ki vključuje dolino kraljev.
Na tisoče turistov iz vsega sveta vsako leto obišče te spomenike, kar močno prispeva h gospodarstvu sodobnega mesta.

## Etimologija
Ime Luksor prihaja iz arabskega al-'uqṣur (الأقصر), lit. "palače" iz kolektivne množine qaṣr (قصر) , ki je lahko sposojena beseda latinskega castrum – 'utrjeni tabor'. 

## Zgodovina
Luksor je bil starodavno mesto Tebe, velika prestolnica (zgornjega) Egipta v času novega kraljestva in veličastno mesto boga Amona, pozneje boga Amon-Ra. Mesto je bilo v starodavnih egipčanskih besedilih označeno kot wꜣs.t (približna izgovorjava 'Waset'), kar pomeni 'mesto žezla' in tudi kot tꜣı͗pꜣt (konvencionalno izgovorjeno kot 'ta ipet' in pomeni 'svetišče'), nato pa so ga v poznejšem obdobju Grki imenovali Tebe (Thebai) in Rimljani za njimi Thebae. Tebe so bile znane tudi kot »mesto 100 vrat«, včasih pa se imenuje »južni Heliopolis« (Iunu-shemaa v starodavni egipčanščini), da bi ga ločili od mesta Iunu ali Heliopolis, glavnega mesta čaščenja boga Ra na severu. Prav tako je bilo pogosto označeno kot niw.t, ki preprosto pomeni 'mesto' in je bilo eno od treh mest v Egiptu, za katera je bil uporabljen ta samostalnik (drugi dve sta bili Memfis in Heliopolis); imenovan tudi niw.t rst, 'južno mesto', kot najjužnejše od njih.
Pomembnost mesta se je začela že v 11. dinastiji, ko je mesto prerastlo v uspešno mesto.  Mentuhotep II., ki je združil Egipt po težavah prvega vmesnega obdobja, je stabiliziral zemljišča, saj se je mesto tudi širilo. Faraoni iz novega kraljestva v svojih pohodih do Kuša, v današnjem severnem Sudanu in v dežele Kanaan, Fenicija in Sirija so videli, da se v mestu kopiči veliko bogastva in mesto pridobiva na pomenu. Tebe so igrale pomembno vlogo pri pregonu napadalnih sil Hiksov iz zgornjega Egipta ter bile od 18. do 20. dinastije politična, verska in vojaška prestolnica starega Egipta.
Mesto je privabilo ljudstva, kot so Babilonci, Mitani, Hetiti iz Anatolije (sodobne Turčije), Kanaance iz Ugarita, Feničane iz Biblosa in Tira, Minojce z otoka Kreta. Hetitski knez iz Anatolije se je celo poročil s Tutankamonovo vdovo, Ankhesenamun. Politični in vojaški pomen mesta pa je v poznem obdobju bledel, pri čemer so Tebe zamenjala kot politično središče druga mesta v severnem Egiptu, kot so Bubastis, Sais in končno Aleksandrija.
Vendar, kot mesto boga Amon-Raja, Tebe ostajajo verska prestolnica Egipta do grškega obdobja. Glavni bog v mestu je bil Amon, ki so ga častili skupaj z njegovo ženo, boginjo Mut in sinom Khonsujem, bogom Lune. Z vzponom Teb kot najpomembnejšega mesta Egipta se je povečal tudi pomen lokalnega boga Amona in ga povezali z bogom sonca Rajem in ustvarili novega "kralja bogov" Amon-Raja. Njegov veliki tempelj v Karnaku severno od Teb, je bil najpomembnejši tempelj Egipta do konca antike.
Kasneje je mesto napadel asirski cesar Asurbanipal, ki je postavil na prestol libijskega princa Psametika I. Mesto Tebe so bile v ruševinah in nazadovale na pomenu. Vendar je Aleksander Veliki prispel v Amonov tempelj, kjer je bil kip boga iz Karnaka med festivalom Opet, velikim verskim praznikom. Tebe ostajajo mesto duhovnosti do krščanske dobe in privlačijo številne krščanske menihe iz rimskega cesarstva, ki so postavili samostane sredi več antičnih spomenikov, vključno s templjem Hačepsut, ki se zdaj imenuje Deir el-Bahari ('severni samostan').

## Geografija
Luksor je na jugovzhodni strani približno 120 kilometrov dolge rečne zanke Nila proti vzhodu, ki se začne na Ad Dīmuqrāt 25 kilometrov jugozahodno od Luksorja in 55 kilometrov severozahodno od mesta do Hammādīja. Governorat Qinā se razteza na obeh straneh obrežja Nila na jugu do 20 kilometrov za Esno in severozahodno do 5 kilometrov pred ruševinami starodavnega egiptovskega mesta Abidos.
V Luksorju reka zagotavlja približno pet kilometrov širok rodoviten pas na obeh bregovih, proti vzhodu pa sledi Vzhodna puščava, na severozahodu pa Libijska puščava. Severno od mesta Libijska puščava skorajda doseže obrežje Nila. Vzhodna puščava ločuje Luksor od 165 kilometrov oddaljenega Rdečega morja na severovzhodu.
S Qinā in Esno je Luksor povezan ob Nilu z železniško progo, ki je na vzhodnem bregu reke do Asuana. Železniška postaja v mestu je približno 800 metrov od obale Nila. Tik ob železnici je cesta, ki povezuje večja mesta na bregovih Nila. Deset kilometrov jugozahodno od Luksorja je pri kraju Ḑabīyah edini cestni most, ki povezuje oba bregova reke. Mednarodno letališče je sedem kilometrov jugovzhodno od središča mesta na robu Vzhodne puščave.
V in okoli Luksorja so nekatera od najpomembnejših arheoloških najdišč v Egiptu, zaradi katerih je turizem ena izmed najpomembnejših panog v mestu. Zlasti sta znan templja v Luksorju in Karnaku, sredi in severno od mestnega območja in Dolina kraljev in starodavne ruševine v zahodnih Tebah, na zahodnem bregu Nila. Po Nilu kot glavni prometni smeri od Luksorja do Asuana vozijo ladje, kot tudi na sever do Abidosa. Privezi ležijo v mestu vzdolž celotne vzhodne obale Nila.

## Gospodarstvo
Gospodarstvo Lukaorja, tako kot mnogih drugih egipčanskih mest, je močno odvisno od turizma. Veliko ljudi dela tudi v kmetijstvu, zlasti pridelavi sladkornega trsa. Obstajajo tudi številne industrije, kot je lončarska, ki se uporablja za izdelavo posode in drugih predmetov.
Lokalno gospodarstvo je prizadel pokol v Luksorju leta 1997, v katerem je bilo ubitih skupaj 64 ljudi (vključno s 59 turistov), ki so bili v času najhujšega terorističnega napada v Egiptu (pred terorističnimi napadi v Šarm el Šejku) . Masaker že nekaj let zmanjšuje turistične obiske.  Po arabski pomladi 2011 se je turizem v Egiptu znatno zmanjšal, kar je spet vplivalo na lokalne turistične trge.
Da bi nadomestili pomanjkanje dohodka, mnogi pridelujejo svojo hrano. Kozji sir, golobi, subvencionirani in doma pečen kruh ter domači paradižnik so običajni pri večini prebivalcev.

## Znamenitosti

### Vzhodni breg
- Tempelj v Luksorju
- Tempelj v Karnaku
- Muzej v Luksorju
- Muzej mumifikacije
- Hotel Winter Palace

### Zahodni breg
- Dolina kraljev
- Dolina kraljic
- Medinet Habu (spominski tempelj Ramzesa III.)
- Ramesseum (spominski tempelj Ramzesa II.)
- Deir el-Medina (delavska vas)
- Grobnice plemičev
- Deir el-Bahari (Tempelj kraljice Hačepsut, itd.)
- Malkata (palača Amenofisa III.)
- Memnonova kolosa (spominski tempelj Amenofisa]]

### Turizem
Cilj kontroverznega načrta za razvoj turizma je pretvoriti Luksor v ogromen muzej na prostem. Glavni načrt predvideva nove ceste, hotele s petimi zvezdicami, trgovine in IMAX gledališče. Glavna atrakcija je projekt vreden 11 milijonov dolarjev za odkrivanje in obnovitev 2.7-kilometrske avenije sfing, ki je nekoč povezovala templja Luksor in Karnak. Starodavno cestno cesto je zgradil faraon Amenhotep III. in je v 400. pr. n. št. prevzela svojo končno obliko pod Nektanebom I. Več kot tisoč kipov sfing je obkrožalo cesto, ki je bila prekrita z muljem, domovi, mošejami in cerkvami. Izkopavanje se je začelo okoli leta 2004. 

### Nesreča tolpozračnega balona 2013
Devetnajst azijskih in evropskih turistov je umrlo, ko se je v torek, 26. februarja 2013 v bližini Luksorja po eksploziji plina zrušil toplozračni balon. To je bila ena najhujših nesreč s turisti v Egiptu in pahnila turistično panogo še globlje v recesijo. Med žrtvami so bili francoski, britanski, madžarski, japonski državljani in devet turistov iz Hongkonga. 

## Pobratena mesta
Luksor je pobraten z:
- Kazanlak, Bolgarija
- Baltimore, Maryland, ZDA[11]
- Parintins, Brazilija
- Šendžen, Kitajska, od 1993.[12]